# Bandle Tale: A League of Legends Story
Bandle Tale: A League of Legends Story è un videogioco di ruolo simulatore di fattoria sviluppato dallo studio lituano Lazy Bear Games e pubblicato da Riot Forge. Il gioco è stato pubblicato il 21 febbraio 2024 per Nintendo Switch e Windows.
Il videogioco è ambientato nell'universo di League of Legends.

## Modalità di gioco
Il giocatore veste i panni di uno yordle - razza fatata di Runeterra - completamente personalizzabile, che abita a Bandle City e interagisce con alcuni dei principali Campioni della stessa razza, come Corki, Lulu, Rumble, Teemo, Tristana, Veigar e Yuumi, per riparare un malfunzionamento nei portali che collegano le varie isole volanti di Bandle City, sbloccando così nuove aree della mappa man mano che il gioco avanza.

## Accoglienza
Sia la versione per Nintendo Switch che quella per PC del gioco hanno ricevuto recensioni "generalmente favorevoli" dalla critica, secondo il sito di aggregazione di recensioni Metacritic. Kaan Serin di Rock Paper Shotgu ha definito la pixel art del gioco "meravigliosa", elogiando anche i personaggi come «abbastanza carini da scatenare istinti primordiali di strizzamento delle guance», ma ha anche affermato che «purtroppo si annoda da solo con un crafting eccessivamente macchinoso». Cass Marshall di Polygon ha elogiato il gioco per la sua «atmosfera rilassata e accogliente», dicendo che contrastava con «l'esperienza ad alto stress» di League of Legends. Ali Jones di GamesRadar+ sostiene che una delle parti migliori del gioco sia organizzare feste per i compagni yordle e lo ha definito «il più improbabile degli spin-off di League of Legends». Neal Chandran di RPGFan ha avuto invece pareri contrastanti riguardo al gioco, ritenendo che la grafica sia la sua "caratteristica principale", ma criticando le poche tracce musicali e definendolo come una «bozza troppo lunga», dicendo che alcune parti erano «imbottite artificialmente».